# 화레즘 제국
화레즘 제국(페르시아어: خوارزمشاهیان)은 아무다리야강(江) 하류 유역, 지금의 히바에 있었던 튀르크계 국가(1077년~1231년)이다. 아라비아인은 후와리즘이라 불렀다.
셀주크 왕조의 셀주크 투르크 제국의 부장(部將) 아누시티긴이 이 땅에 왕이 되었고 아들 쿠트브 웃딘 무함마드(재위 1097~1127)는 셀주크 투르크의 술탄에서 독립하여 우르겐치(그 당시에는 코네우르겐치)를 수도로 하였다. 이란, 아프가니스탄으로 진출하여 영토를 크게 넓혔다. 알라 웃딘 무함마드(재위 1200년 - 1220년)는 만주에서 온 카라키타이를 정복하고 튀르크 도시인 사마르칸트를 중심으로 하는 동서 무역을 독점하여 번영했다.

## 역사
화레즘 왕조의 건국 시기는 논란의 여지가 있다. 1017년, 반란 기간 동안 화레즘 반란군은 아불 압바스 마문(Abu'l-Abbas Ma'mun)과 그 아내이자 가즈니 왕조(Ghaznavid dynasty) 술탄 마흐무드(Mahmud)의 여형제 후라지(Hurra-ji)를 죽였다. 이에 대하여 마흐무드는 화레즘 지역을 침략하여 점령하였고, 나사(Nasa), 그리고 파라와(Farawa)의 리바트(ribat, 이슬람 수피파 수도 공간)도 포함되었다. 그 결과, 1017~1034년 동안 화레즘은 가즈나 왕조의 한 주(province)가 되었다. 1042년 혹은 1043년부터는 셀주크인들이 화레즘주의 총독직을 장악했다. 1077년, 전 셀주크 술탄의 튀르크 노예 아누쉬 티긴 가르차이(Anush Tigin Gharchai)가 화레즘 주 총독직을 장악했다. 1141년, 셀주크 술탄 아흐메드 산자르(Ahmed Sanjar)는 카트완 전투(Battle of Qatwan)에서 카라 키타이(Qara Khitai) 혹은 서요(西遼)에게 패배했다. 아누쉬 티긴의 손자 알라 앗딘 앗시즈(Ala ad-Din Atsiz)는 서요 덕종(德宗) 무열제(武烈帝) 야율대석(耶律大石)의 신하가 되었다.
1156년, 아흐메드 산자르는 사망했다. 셀주크가 혼란에 빠지면서, 화레즘 샤(Khwarezm-Shah)들은 남쪽으로 영역을 확장했다. 1194년, 셀주크 대제국 마지막 술탄 토그룰 3세(Toghrul III)는 화레즘 군주이자 호라산(Khorasan) 일부와 이란 서부를 정복한 알라 앗딘 테키쉬(Ala ad-Din Tekish)에게 패배하고 살해당하였다. 1200년, 테키쉬는 사망했고 아들 알라 앗딘 무함마드(Ala ad-Din Muhammad)가 화레즘 군주가 되었으니 이가 바로 무함마드 2세(Muhammad II of Khwarezm)였다. 그는 고르 왕조(Ghurid dynasty, 혹은 구리드 왕조)와의 충돌을 야기했고, 1204년 아무 다리야(Amu Darya)에서 패배했다. 화레즘의 약탈에 이어, 무함마드2세는 자신의 종주국인 서요로부터 도움을 요청했고, 서요는 군대를 파견했다. 1204년, 군대를 보강한 무함마드2세는 헤자라스프(Hezarasp)에서 고르 왕조에게 승리를 가뒀고, 화레즘 밖으로 이들을 쫓아냈다.
서요와 무함마드2세의 동맹은 오래 가지 못했다. 무함마드2세는 다시 충돌을 야기했다. 1210년, 무하마드2세는 카라한 칸국(Kara-Khanid)의 도움을 받고 탈라스(Talas)에서 서요의 군대를 무찔렀다. but allowed Samarkand (1210) to be occupied by the Qara-Khitai. He overthrew the Karakhanids (1212) 그리고 1215년에는 고르 왕조를 무찔렀다. 이에 앞서 1212년, 무함마드2세는 구르간즈(Gurganj)에서 사마르칸트(Samarkand)로 천도했다. 이로 인해 트란속사니아(Transoxania) 전역 대부분과 오늘날 아프가니스탄(Afghanistan)을 합병했다. 1217년까지는 서 페르시아 정복에 나섰고, 이후에는 시르 다리아(Syr Darya)에서 자그로스산맥(Zagros Mountains)으로 확장했으며, 힌두쿠쉬(Hindu Kush) 북변에서 카스피해(Caspian Sea)로 확장했다. 1218년, 제국의 인구는 500만에 달하였다.

## 역대 군주
1. 아누시티긴(1077년 - 1097년)
2. 쿠트브 웃딘 무함마드(1097년 - 1127년)
3. 아트시즈(1127년 - 1156년)
4. 일 아르슬란(1156년 - 1172년)
5. 술탄 샤(1172년 - 1193년)
6. 알라 웃딘 테키시(1172년 - 1200년)
7. 알라 웃딘 무함마드(1200년 - 1220년)
8. 잘랄 웃딘(1220년 - 1231년)

## 참고 자료
- 이 문서에는 다음커뮤니케이션(현 카카오)에서 GFDL 또는 CC-SA 라이선스로 배포한 글로벌 세계대백과사전의 내용을 기초로 작성된 글이 포함되어 있습니다.